# Секретный фарватер
«Секре́тный фарва́тер» — приключенческий роман Леонида Платова 1963 года. Экранизирован в 1986 году.

## Сюжет
Командир торпедного катера Балтийского флота типа Г-5 Шубин во время выполнения боевого задания обнаруживает секретный фарватер, ведущий к замаскированному месту стоянки («Винете») немецкой подводной лодки. Некоторое время спустя он, волей обстоятельств, попадает на борт этой самой субмарины, выдавая себя за сбитого в воздушном бою финского пилота. Оказывается, что фигурирующая под прозвищем «Летучий голландец» подводная лодка официально уже не числится в рядах Кригсмарине. Её предназначение — подготовка и обеспечение диверсий, а также перевозка высокопоставленных пассажиров.
Шубин ставит своей целью обнаружить и захватить «Летучего голландца», команда которого знает множество военных тайн Германии и хвастается тем, что успешно разжигает военные конфликты по всему земному шару. Он гибнет, не достигнув своей цели, во время боев за Пиллау в ходе штурма Кёнигсберга.
Уже после окончания Великой Отечественной войны поиски продолжают вдова Шубина, военный метеоролог Виктория Мезенцева, его приемный сын, будущий морской офицер пограничных войск Александр Ластиков и его наставник, преподаватель ВВМУ им. Фрунзе Грибов. Хотя им не удается обнаружить «Летучего Голландца», но в их руки попадают доказательства того, что экипаж диверсионной подводной лодки не прекратил свою войну даже после капитуляции Германии.

### «Летучий голландец»
Известная как «Летучий голландец» подводная лодка получила свое прозвище после того, как в мае 1942 года была вычеркнута из списков Кригсмарине, якобы потопленная советской субмариной в Варангер-фьорде. Её номер, известный Грибову и Ластикову из некролога в Deutsche Zeitung, в книге заменён многоточием.
Тип подводной лодки в тексте не упоминается. У неё демонтированы палубные орудия и кормовые торпедные аппараты, их отсек переоборудован в «каюту-люкс» для перевозки пассажиров или малогабаритных грузов.
Неизменный командир «Летучего голландца» — капитан второго ранга (фрегаттен-капитан), кавалер Рыцарского креста ордена Железного креста Гергардт (Герхардт) фон Цвишен.

## Особенности повествования
Точка зрения в романе постоянно переключается между различными персонажами. Вступление написано от лица Грибова, первая часть — от лица Шубина, вторая — вначале от лица Мезенцевой, потом — Ластикова. Большие фрагменты романа рассказываются от лица норвежского лоцмана Оле Олафсона, судового механика англичанина Джека Нэйла. Несколько глав состоят из аудиозаписи доноса корабельного фельдшера «Летучего голландца» Гейнца и письма жене штурмана субмарины Венцеля, найденных в «Винетах».

## Отзывы критиков
«Секретный фарватер», по мнению критиков, выгодно выделялся на фоне издававшейся в 1960-е годы в СССР военно-приключенческой литературы: «Читатель чувствует жизненность и глубокую правдивость событий — почти ни одной фальшивой ноты». Книгу характеризовали как «наиболее приключенческий роман» Платова, созданный в строгом соответствии с канонами жанра. Недостатком романа называли «почти патологические типы» немецких подводников, не дававшие советскому читателю точного представления о врагах, с которыми в реальности сражались советские моряки.
В. Борисов в положительной рецензии (журнал «В мире книг») не сомневался в успехе книги у читателя и причислил роман к лучшим образцам приключенческого жанра. Критик отметил «увлекательный» и драматичный сюжет, в «мастерском» построении которого автор сумел сохранить «чувство меры». По мнению Борисова, главным достоинством романа являются выразительные и яркие образы геров, «людей смелых, сильных и мужественных»; таких, как Шубин, Виктория, фон Цвишен, Шурка Ластиков. Писателю удалось уйти от изображения немцев недалёкими, что, по оценке критика, часто имело место в литературе, и раскрыть козни «врагов мира».